# Truman-Lodge
Truman-Lodge é um personagem do filme 007 - Permissão Para Matar, 16º da franquia cinematográfica do espião britânico James Bond, agente 007 do MI-6, criado por Ian Fleming, e o segundo e último com o ator Timothy Dalton no papel principal.

## Características
Jovem e ambicioso, Truman-Lodge é a mente financeira por trás do esquema de tráfico de drogas de Franz Sanchez. Fornecendo sua experiência em assuntos financeiros e de marketing, ele mantém um olho sobre o funcionamento e as despesas do império do traficante. Também atua como homem de marketing, apresentando as vantagens de negociar com Sanchez a potenciais clientes de todo mundo.

## No filme
Ele aparece por todo o filme, como assessor financeiro de Sanchez, primeiro sendo o cicerone de um grupo de "investidores" orientais que querem fazer negócio com o esquema do traficante e depois durante o anúncio dos novos preços da cocaína pedidos por Sanchez, que o faz através de uma pregação televisiva do "pastor" Joe Butcher, outro integrante da quadrilha. Após Bond convencer Sanchez de que Milton Krest o está traindo, o que faz o traficante assassinar o comparsa, 007 também coloca Truman-Lodge sob a suspeita do traficante, acusando-o de estar roubando dinheiro.
Depois da destruição dos laboratórios de refino escondido sob o templo de pregação de Butcher, Truman-Lodge foge no mesmo carro de Sanchez, que acompanha os caminhões-tanque cheios de pasta de cocaína. Quando um dos caminhões pega fogo na estrada, numa explosão provocada por Bond, ele fica exasperado, reclamando de Sanchez dos prejuízos que toda a destruição está causando às finanças da organização e que o traficante precisa cortar os custos. Já desconfiado de que Truman-Lodge o trai e irritado com as cobranças aos brados do assessor, Sanchez concorda que os custos precisam ser cortados e abate o capanga ali mesmo à queima-roupa a tiros de Uzi.